# Otto Drews
Otto Erich Drews (* 30. Mai 1910 in Groß Potauern, Kreis Gerdauen; † 23. August 1974 in Flensburg) war ein deutscher Polizeibeamter, zuletzt Polizeiobermeister, und beim Sonderkommando 1005-Mitte an Erschießungen beteiligt.

## Leben

### Allgemein
Drews wurde als Sohn eines Landwirts geboren. Er hatte drei Brüder diese starben schon im Kindesalter. Er besuchte die Volksschule und das Realgymnasium bis 1927. Darauf arbeitete er in der Landwirtschaft des Vaters, bis dieses verkauft wurde. Bis März 1929 besuchte er die Höhere Handelsschule in Insterburg.
Am 4. April 1929 trat er in den Polizeidienst ein. Nach abgeschlossener Ausbildung und zeitweiligem Bereitschaftsdienst wurde er an verschiedenen Orten Ostpreußens im Büro-, Verwaltungs- und Reviereinzeldienst eingesetzt. In jenen Jahren war er Angehöriger des Reichsbanners „Schwarz-Rot-Gold“, da er Sympathien für die politische Linke hatte.
Nach Einführung der allgemeinen Wehrpflicht wurde Drews 1935 mit anderen Angehörigen der Landespolizei in die Wehrmacht eingegliedert. Bis zum 31. März 1937 tat er dort Verwaltungsdienst als Unteroffizier und Bezirksfeldwebel.
Drews war dreimal verheiratet. Die erste Ehe dauerte vom 6. April 1935 bis zum 31. Juli 1940, sie wurde geschieden, aus ihr entstammt eine Tochter. Die zweite Ehe wurde am 8. August 1941 eingegangen, blieb kinderlos und wurde Ende 1942 geschieden. Die dritte Ehe wurde am 2. November 1945 geschlossen. Aus ihr sind zwei Söhne hervorgegangen.

### Zweiter Weltkrieg
Drews nutzte eine Gelegenheit zur Polizei zurückzukehren und war bei der Schutzpolizei beim Regierungspräsidenten in Königsberg bis Januar 1939, in gleicher Funktion in Aussig im Sudetenland bis zum Juni 1940, tätig. Von dort kam er nach Dresden und wurde hier am 1. August 1941 zum Polizeiassistenten ernannt. Im Januar 1942 wurde er nach Kiel versetzt und dort am 1. April 1943 im Wege der Notdienstverpflichtung mit dem Rang eines Revier-Oberwachtmeisters der Schutzpolizei der Reserve zur Polizeireserve einberufen.
Drews kam nach dieser Einberufung zu einem Polizeibataillon in Bergzabern in der Pfalz. Da er einen auswärtigen Fronteinsatz auf jeden Fall vermeiden wollte, simulierte er, dass er noch unter einer alten, aus dem Jahre 1935 stammenden Schulterverletzung leide und kein Gewehr tragen könne. Er wurde nach einiger Zeit aber wieder als dienstfähig erklärt. Da er aber das Ziel der Ausbildung in Bergzabern nicht erreicht hatte, kam er nicht mit seinem Bataillon in den Einsatz, sondern wurde nach Zabern in der Pfalz zu einer anderen Einheit versetzt. Hier simulierte er wieder Dienstunfähigkeit und klagte über Schmerzen im linken Fuß. Hintergrund, er hatte als 15-Jähriger bei der Explosion einer Sprengkapsel eine Fußverletzung davongetragen, diese war aber zu diesem Zeitpunkt ausgeheilt. So wurde er wiederum dienstunfähig geschrieben und nach Heidenheim/Brenz zur dortigen Polizeischule versetzt. Dort wurden auf Grund des Verdachtes, dass er simuliere, gegen ihn SS- und polizeigerichtliche Untersuchungen eingeleitet, die aber ergebnislos blieben.
Im Sommer 1943 wurde er dann zur Polizeischule in Dresden-Hellerau versetzt. Im Spätsommer 1943 wurde er dann zur Polizeikraftfahrschule nach Wien-Purkersdorf abkommandiert und traf auf Otto Goldapp und wurde in dessen Zug der 9. Polizei-Panzer-Kompanie eingegliedert. Aufgrund seiner Verwaltungserfahrung wurde er zum Rechnungsführer der Einheit bestellt. Er kam wie die meisten Angehörigen des Zuges zum Sonderkommando 1005-Mitte. Während seiner Zugehörigkeit hierzu wurde er am 1. Januar 1944 zum Polizeisekretär befördert. Später wechselte er zum Einsatzkommando 13 in Kärnten. Am 20. September 1944 wurde ihm das Kriegsverdienstkreuz II. Klasse mit Schwertern verliehen. Drews geriet bei Kriegsende nicht in Kriegsgefangenschaft.

### Nachkriegszeit
Drews nahm noch 1945 den Dienst in der Polizei des Landes Schleswig-Holstein als Polizeimeister auf. Er war in mehreren Orten des Landes im Wirtschaftsverwaltungsdienst tätig, zuletzt ab 15. August 1960 in Flensburg. Am 25. September 1951 wurde er zum Polizei-Obermeister befördert. Am 12. Juli 1962 wurde er wegen des Verfahrens gegen ihn und weitere Beschuldigter (Otto Goldapp, Friedrich Seekel und Max Krahner), aufgrund seiner Beteiligung am Sonderkommando 1005-Mitte vom Dienst suspendiert. Nach einem Verkehrsunfall erfolgte am 1. November 1966 seine Versetzung in den Ruhestand. In jener Zeit hat er sich als Haus- und Grundstücksmakler in Flensburg betätigt; das Geschäft wurde von seiner Ehefrau fortgeführt, als Drews am 3. Dezember 1966 in Untersuchungshaft genommen wurde.
Drews wurde die Mitwirkung bei acht Erschießungsaktionen nachgewiesen. Seine Mitwirkung sei ihm nicht abgenötigt worden; die Morde habe er bei vollem Unrechtsbewusstsein und voller Verantwortlichkeit begangen. Drews wies eine moralische Mitverantwortlichkeit entschieden zurück. Er wurde wegen vielfacher Morde zu lebenslanger Zuchthausstrafe und außerdem wegen mehrfacher Beihilfe zum Mord zu 15 Jahren Zuchthaus und Aberkennung der bürgerlichen Ehrenrechte verurteilt. Das Urteil vom 9. Februar 1968 wurde im Revisionsverfahren am 15. Juli 1969 bestätigt.
Drews verließ die Haftanstalt bereits 1973 als Freigänger. Als er ein Jahr später wieder inhaftiert werden sollte, nahm er sich mit 65 Jahren das Leben.